# Ambassade de France en Chine
L'ambassade de France en Chine est la représentation diplomatique de la République française auprès de la république populaire de Chine. Elle est située à Pékin, la capitale du pays, et son ambassadeur est, depuis 2023, Bertrand Lortholary.

## Ambassade
L'ambassade est située dans le district de Chaoyang à Pékin, un quartier comprenant de nombreuses ambassades. Elle accueille aussi une section consulaire.
La nouvelle ambassade a été ouverte le 28 octobre 2011, elle a été conçue par l'architecte Alain Sarfati. Elle est située au croisement des rues Liangmaqiao et Tianze et accueille tous les services de l'ambassade ainsi que la résidence de France. Destinée à donner une dimension urbaine s'intégrant dans la ville, la « tour » est une proéminence de 8 étages du bâtiment de l'ambassade. Le jardin de la résidence est composé d’une pelouse centrale avec, de part et d’autre, deux allées d'érables.

## Histoire

### L'affaire Long Xinmin
Long Xinmin était, depuis 2005, directeur général de l'administration générale de la presse et de la publication, en d'autres termes responsable de la censure en république populaire de Chine. Il a fait interdire certaines publications, comme le populaire supplément du Quotidien de la jeunesse de Chine (China Youth Daily) ainsi qu'une dizaine d'ouvrages d'écrivains connus, et, depuis son arrivée à ce poste, avait renforcé le contrôle sur les médias et, plus particulièrement, les blogs sur internet. Le 3 avril 2007, à l'Ambassade de France, M. Long Xinmin a été fait chevalier de la Légion d'honneur, en raison, selon les termes de l'ambassade, de son précédent rôle aux Affaires culturelles et de sa contribution au succès des Années croisées franco-chinoises (2003-2005). Certains médias ont dénoncé cette décoration décernée à un « prédateur des libertés » éloigné des valeurs de la République française, provoquant un malaise à l'ambassade qui a fait retirer du site internet toute allusion à la cérémonie. Quelques jours plus tard, le 24 avril 2007, Long Xinmin était remplacé par Liu Binjie, officiellement en raison de son « extrême sévérité »[source insuffisante].

## Ambassadeurs de France en Chine
| De   | À    | Ambassadeur                    |
| ---- | ---- | ------------------------------ |
| 1847 | 1850 | Baron Alexandre de Forth-Rouen |
| 1851 | 1862 | Alphonse de Bourboulon         |
| 1862 | 1866 | Jules Berthemy                 |
| 1866 | 1868 | Comte Charles de Lallemand     |
| 1868 | 1872 | Comte Julien de Rochechouart   |
| 1872 | 1875 | Louis de Geofroy               |
| 1875 | 1879 | Vicomte Brenier de Montmorand  |
| 1879 | 1883 | Albert Bourée                  |
| 1883 | 1883 | Arthur Tricou,                 |
| 1884 | 1886 | Jules Patenôtre                |
| 1886 | 1887 | Ernest Jean Antoine Constans   |
| 1887 | 1893 | Gabriel Lemaire                |
| 1893 | 1897 | Auguste Gérard                 |
| 1898 | 1901 | Stephen Pichon                 |
| 1901 | 1902 | Paul Beau                      |
| 1902 | 1905 | Georges Dubail                 |
| 1906 | 1909 | Edmond Bapst                   |
| 1909 | 1912 | Pierre de Margerie             |
| 1912 | 1917 | Alexandre-Robert Conty         |
| 1917 | 1921 | Auguste Boppe                  |
| 1921 | 1924 | Aimé Joseph de Fleuriau        |
| 1925 | 1929 | Damien de Martel               |
| 1929 | 1933 | Auguste Henry Wilden           |
| 1933 | 1937 | Henri Hoppenot                 |
| 1937 | 1938 | Paul-Émile Naggiar             |
| 1938 | 1944 | Henri Cosme                    |
| 1944 | 1945 | Général Zinovi Pechkoff        |
| 1945 | 1953 | Jacques Meyrier                |
| 1953 | 1956 | Georges Cattand                |
| 1956 | 1960 | Amédée Beaulieux               |
| 1960 | 1963 | Émile de Curton                |
| 1963 | 1964 | Pierre Salade                  |
| 1964 | 1969 | Lucien Paye                    |
| 1969 | 1975 | Étienne Manac'h                |
| 1975 | 1979 | Claude Arnaud                  |
| 1979 | 1982 | Claude Chayet                  |
| 1982 | 1986 | Charles Malo                   |
| 1986 | 1989 | Michel Combal                  |
| 1989 | 1990 | Charles Malo                   |
| 1990 | 1993 | Claude Martin                  |
| 1993 | 1996 | François Plaisant              |
| 1996 | 2002 | Pierre Morel                   |
| 2002 | 2004 | Jean-Pierre Lafon              |
| 2004 | 2006 | Philippe Guelluy               |
| 2006 | 2010 | Hervé Ladsous                  |
| 2011 | 2014 | Sylvie Bermann                 |
| 2014 | 2017 | Maurice Gourdault-Montagne     |
| 2017 | 2019 | Jean-Maurice Ripert            |
| 2019 | 2023 | Laurent Bili                   |
| 2023 | auj. | Bertrand Lortholary            |

## Relations diplomatiques
Les premiers contacts entre la Chine et l'Occident ont été établis par Marco Polo au XIIIe siècle. Puis des missionnaires ont, au cours des XVIe, XVIIe et XVIIIe siècles, poursuivi l'implantation française en terre chinoise. Pourtant, sans doute en raison de l'éloignement de ce pays, la France, comme d'ailleurs la plupart des pays européens, n'a pas ressenti, durant plusieurs siècles, la nécessité d'établir des relations diplomatiques avec l'Empire chinois. Alors que les Portugais mettent en place un comptoir commercial à Canton, les négociants français reçoivent, un siècle plus tard, de l'Empereur Kangxi une autorisation de commerce avec une organisation de marchands chinois seuls habilités au commerce avec les Occidentaux, qui devient, en 1720, le Co-hong. En 1757, en raison du protectionnisme voulu par le gouvernement chinois, le commerce n'est plus autorisé que dans le seul port de Canton. C'est tout naturellement dans cette ville qu'est créé le premier consulat français en 1776. Mais même si les jésuites avaient pu s'introduire durablement à la cour de Pékin, grâce à leur capacité d'adaptation aux rites confucéens et aux valeurs chinoises et à leurs connaissances linguistiques et scientifiques, la politique de la dynastie Qing de fermeture à toute influence étrangère aura raison de la mission religieuse. Privé de soutien religieux, confiné dans un seul port chinois, contrôlé par un organisme intransigeant, le consulat peine à survivre. Il est abandonné en 1785.
Durant la première moitié du XIXe siècle, la France avait comme unique représentant de ses intérêts en Chine un consul basé à Canton, seul port ouvert au commerce étranger. En octobre 1842, sous la pression des chambres de commerce qui voient en la Chine un nouveau marché à explorer et à la suite de la première guerre de l'opium (qui débouche sur un traité entre la Chine et l'Angleterre), le roi Louis-Philippe décide d'envoyer comme consul à Canton, le comte Ulysse de Ratti-Menton, un diplomate expérimenté afin de négocier un traité de commerce. À partir de mars 1843, le consul de France à Canton est Charles Lefebvre de Bécour. Par la suite, la mission, conduite par Théodore de Lagrené en 1844 débouche sur la signature d'un accord qui prévoit l'ouverture au commerce libre de cinq ports, autorise la création de postes consulaires et protège l'implantation de la religion chrétienne.

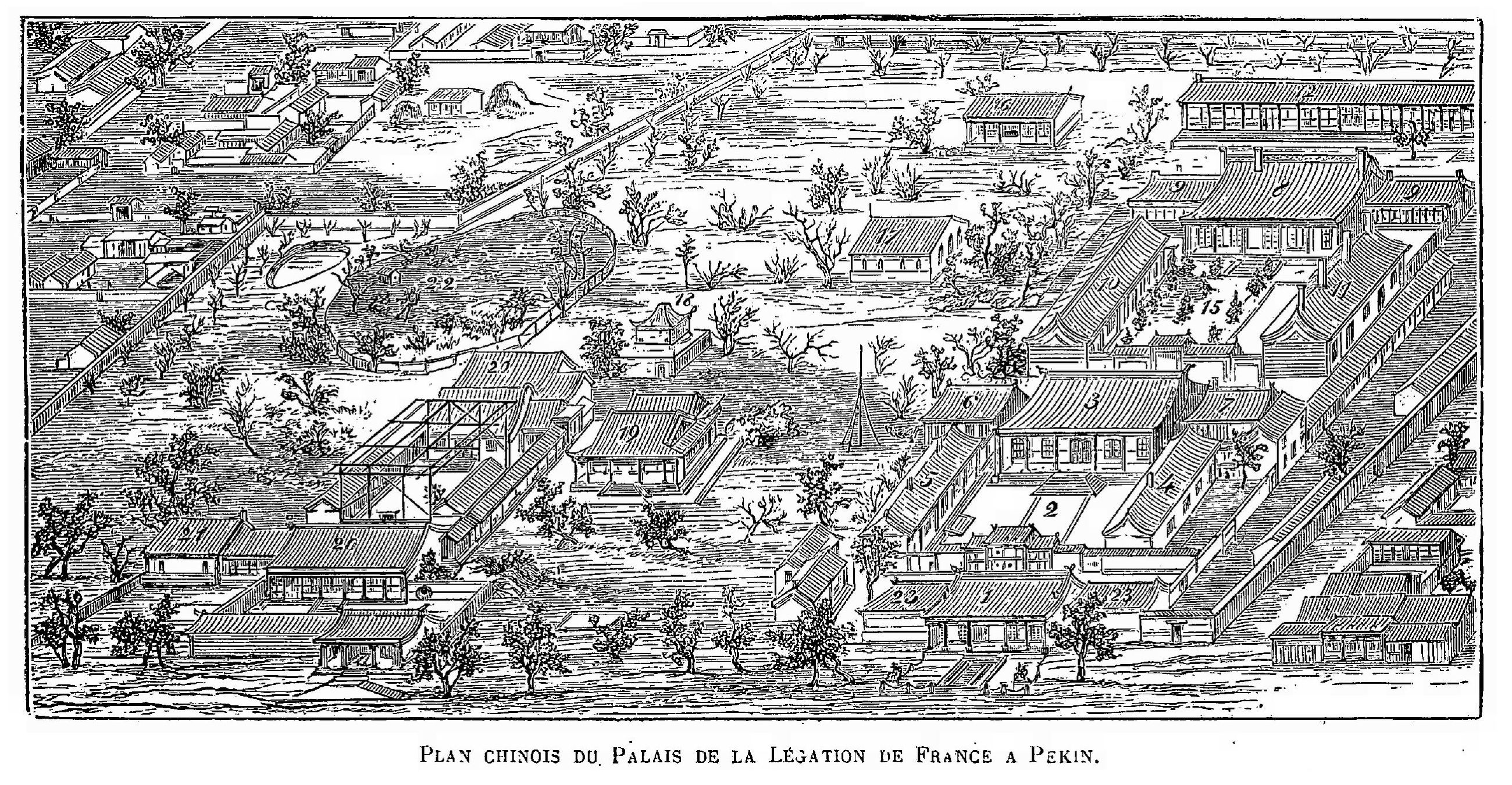
Palais de la Légation de France à Pékin en 1860.

Premier représentant diplomatique permanent de la France auprès de l'Empire de Chine, le Baron Forth-Rouen, dans une dépêche adressée le 15 juillet 1848 à son ministre des Affaires étrangères Jules Bastide (homme politique, 1800-1879), donne le coup d'envoi de la mise en place d'un vaste réseau diplomatique et consulaire en Chine, convaincu aussi que Hong Kong est appelée à devenir le point d'entrée incontournable de la Chine et qu'elle va jouer un rôle central en Asie. Un premier poste consulaire est créé à Shanghai en 1847 et confié à Charles de Montigny, chancelier de la mission Lagrené, qui négociera le statut de cette enclave en terre chinoise, soumise uniquement aux lois françaises, au terme d'un accord conclu en 1849, et ce, malgré les réticences de Forth-Rouen. Ces concessions, ultérieurement étendues à Canton, Hankéou et Tientsin, dureront jusqu'en 1943.
La légation, installée provisoirement à Macao, reste cependant itinérante. Il faudra attendre 1861 pour qu'elle soit officiellement basée à Pékin, dans un ancien palais impérial, à la suite de la seconde guerre de l'opium, dans laquelle la France est cette fois impliquée, à la suite du meurtre du Père jésuite Chapdelaine. La communication avec le Ministère étant rendu difficile par l'éloignement, le développement des missions est peu constant. Certaines concessions françaises se développent rapidement, du fait de l'activisme de leurs consuls (Shanghai ou Hong Kong), tandis que d'autres se laissent distancer par l'Angleterre et périclitent (Hankéou). Durant le Second Empire, les diplomates ne se pressent pas pour cette destination peu prisée, aussi dangereuse qu'hostile. Après la chute de Napoléon III, la situation ne fait qu'empirer et les déboires se multiplient. Le massacre de la colonie française de Tientsin, dont le consul Henri Fontanier et les religieuses, n'arrange rien à la politique diplomatique de la France en Chine.

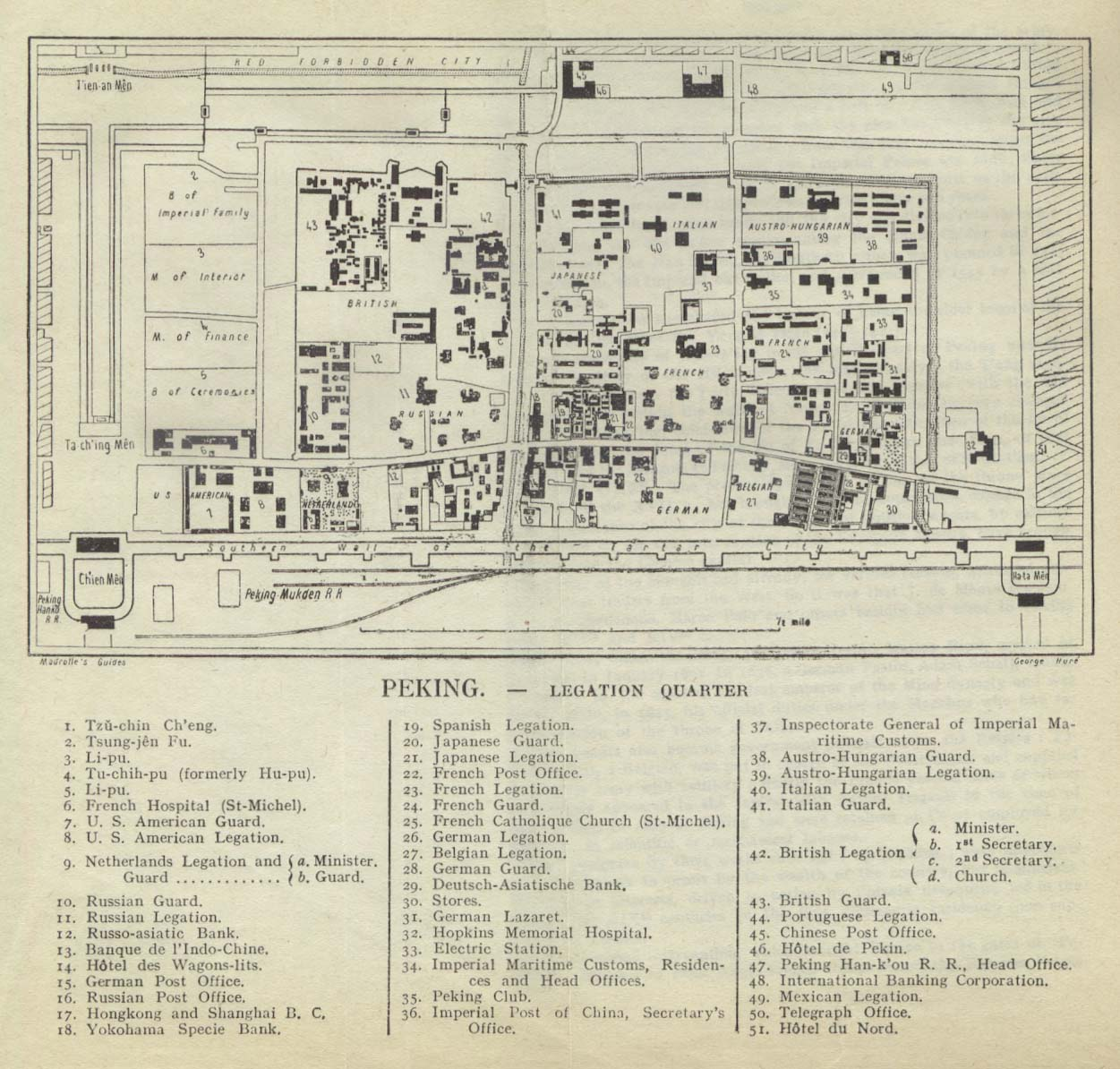
Le quartier des légations à Pékin en 1912.

Les relations entre les deux pays prennent inévitablement un nouveau tournant lors de la guerre franco-chinoise, survenue entre 1881 et 1885, motivée par la volonté française d'une implantation plus forte dans le Tonkin afin de contrer l'expansion britannique. De nouveaux consulats sont installés afin, essentiellement, de surveiller la frontière du Tonkin. À la fin du XIXe siècle, la politique coloniale française n'est plus incompatible avec sa politique européenne, en raison de l'amélioration, certes temporaire, des relations avec l'Allemagne et la Grande-Bretagne. L'expansion en Chine est alors plus offensive, les diplomates en poste à Pékin de même que les gouverneurs d'Indochine relayant volontiers ces ambitions. Auguste Gérard et ses successeurs n'auront de cesse de signer de multiples accords commerciaux (mines, chemin de fer, télégraphie, etc.), parallèlement à l'ouverture de nouveaux consulats. C'est d'ailleurs durant cette période que les agents diplomatiques et consulaires sont recrutés avec une plus grande attention, l'accent étant mis sur les connaissances culturelle et linguistique. Ils deviennent aussi la principale source en matière de liaison et de renseignement.
La révolte des Boxers, en 1900, durant laquelle les légations occidentales sont assiégées pendant près de deux mois, aboutit à un traité qui renforce la présence diplomatique à Pékin, grâce à la création d'un quartier spécial placé sous le contrôle exclusif de la police des légations étrangères (article 7 du protocole).
Le début du XXe siècle voit l'amélioration de l'implantation culturelle et scientifique française au détriment de sa représentation économique, la France s'étant largement laissé distancer par ses concurrents par manque de compétitivité économique. Les écoles se multiplient, de même que les hôpitaux. Mais la Première Guerre mondiale modifie fortement l'équilibre. L'Europe est disloquée alors que le régime chinois connaît une période des plus troublées. Les diplomates et consuls français ne sont plus astreints qu'à un rôle de spectateurs, luttant aussi difficilement pour le maintien de leurs intérêts en Indochine. Le déclin sera constant jusqu'au départ de la quasi-totalité des diplomates et représentants consulaires de la France en Chine, en 1953, après la fin de l'occupation japonaise et l'avènement du nouveau régime chinois, initialement non reconnu par les puissances occidentales.
Si, en 1945, le général Pechkoff est envoyé en Chine en tant que délégué du Comité français de Libération nationale, c'est pour prendre part, avec Jean Daridan, premier conseiller, aux négociations qui aboutissent aux traités franco-chinois du 28 février 1946 rétrocédant les concessions françaises. Ses successeurs n'auront pas, eux non plus, d'incidence majeure sur les relations entre les deux pays. D'ailleurs, peu de pays occidentaux entretiennent des relations avec la Chine populaire de 1949. À Pékin, en l'absence de relations officielles, seul un agent consulaire, Augustin Quilichini, est chargé de protéger ce qu'il reste des biens français en Chine. Les chargés d'affaires successifs sont installés sur l'île de Formose, où s'est exilé l'ancien gouvernement chinois.
Finalement, la France du Général de Gaulle reconnaît officiellement la république populaire de Chine le 27 janvier 1964. Cette date est le point de départ de nouvelles relations bilatérales franco-chinoises. La nouvelle représentation française à Pékin est installée en quelques semaines, sous la direction de Claude Chayet (16 août 1920- 28 mars 2014), nommé chargé d'affaires (et qui sera, quelques années plus tard, ambassadeur de France en Chine). Le premier ambassadeur, Lucien Paye, ancien ministre de l'Éducation nationale, s'installe, fin avril 1964, dans le quartier de Sanlitun, l'hôtel particulier qui accueillait l'ambassade avant 1949 n'étant plus disponible, ayant été mise sous séquestre.
La révolution culturelle (1966-1976) interrompt de fait les échanges entre les deux pays, malgré les tentatives de rapprochement voulues par de Gaulle et initiées par Étienne Manac'h, ambassadeur de 1969 à 1973. Les fils se renouent peu à peu jusqu'à la visite du premier chef de gouvernement français en république populaire de Chine, Raymond Barre, en 1978. Ce sont les années 1980 qui voient finalement un indéniable renforcement des relations entre les deux pays, marquées par les visites d'État des présidents Valéry Giscard d'Estaing (1980) et François Mitterrand (1983).
Pour le 40e anniversaire de ces relations, le président chinois Hu Jintao est venu en France pour quatre jours de visite officielle.

### Taïwan
L'actuel régime dirigeant Taïwan (république de Chine) provient de l'exil sur l'île de Taïwan des dirigeants chinois après la révolution communiste de 1949 et la fin du régime républicain nationaliste. Les deux gouvernements se disputent depuis lors la souveraineté de l'ensemble du territoire chinois. Bien que tendant vers la démocratie selon les critères de l'Union européenne, la souveraineté du pays n'est pas reconnue officiellement. Le siège qu'occupait la république de Chine à l'ONU avait d'ailleurs été perdu en 1971 au profit de la république populaire de Chine qui devenait le seul représentant de la Chine. Seuls 23 pays (mais aucun en Asie, Europe ou Amérique du Nord) sur les 192 que compte l'ONU reconnaissent la république de Chine et entretiennent des relations diplomatiques officielles avec elle. La France, elle, est présente grâce au bureau français de Taipei, qui, s'il a un rôle de représentation au niveau politique, économique et consulaire, n'a pas le titre d'ambassade, afin de ne pas froisser la Chine populaire.

## Consulats
Outre la section consulaire de l'ambassade à Pékin, il existe six consulats généraux de France en Chine, basés à :
- Shanghai
- Canton
- Wuhan
- Chengdu
- Shenyang
- Hong Kong

### Communauté française
En 2017, 30 915 Français sont inscrits sur les registres consulaires en Chine, ils étaient répartis entre les sept circonscriptions : Hong Kong : 13 778 • Shanghai : 9 578 • Pékin : 3 411 • Canton : 2 546 • Wuhan : 671 • Chengdu : 569 • Shenyang : 362
| 2001  | 2002  | 2003   | 2004   |
| ----- | ----- | ------ | ------ |
| 8 136 | 9 244 | 10 202 | 11 854 |

| 2005   | 2006   | 2007   | 2008   |
| ------ | ------ | ------ | ------ |
| 13 785 | 17 185 | 18 765 | 22 231 |

| 2009   | 2010   | 2011   | 2012   |
| ------ | ------ | ------ | ------ |
| 24 953 | 27 207 | 30 305 | 30 787 |

| 2013   | 2014   | 2015   | 2016   |
| ------ | ------ | ------ | ------ |
| 31 275 | 31 334 | 31 296 | 31 252 |

| 2017   | 2018   | 2019   | 2020   |
| ------ | ------ | ------ | ------ |
| 30 824 | 29 391 | 28 934 | 27 216 |

| 2021   | 2022   | 2023   | - |
| ------ | ------ | ------ | - |
| 24 092 | 22 396 | 20 976 | - |

### Circonscriptions électorales
Depuis la loi du 22 juillet 2013 réformant la représentation des Français établis hors de France avec la mise en place de conseils consulaires au sein des missions diplomatiques, les ressortissants français de Chine élisent pour six ans des conseillers des Français de l'étranger dans chacune des circonscriptions suivantes :
1. Canton, Wuhan, Chengdu : 3 conseillers ;
2. Pékin et Shenyang, ainsi que Oulan-Bator (Mongolie) et Pyongyang (Corée du Nord) : 3 conseillers ;
3. Hong Kong/Macao : 4 conseillers ;
4. Shanghai : 4 conseillers.

Ces derniers ont trois rôles : 
1. ils sont des élus de proximité pour les Français de l'étranger ;
2. ils appartiennent à l'une des quinze circonscriptions qui élisent en leur sein les membres de l'Assemblée des Français de l'étranger ;
3. ils intègrent le collège électoral qui élit les sénateurs représentant les Français établis hors de France.

Pour l'élection à l'Assemblée des Français de l'étranger, la Chine appartenait jusqu'en 2014 à la circonscription électorale de Tokyo, comprenant aussi la Corée du Sud, le Japon et la Mongolie, et désignant quatre sièges. La Chine appartient désormais à la circonscription électorale  Asie-Océanie  dont le chef-lieu est Hong Kong et qui désigne neuf de ses 59 conseillers des Français de l'étranger pour siéger parmi les 90 membres de l'Assemblée des Français de l'étranger.
Pour l'élection des députés des Français de l’étranger, les Français de Chine dépendent de la 11e circonscription des Français établis hors de France.